# Franz Girstmayr
Franz Girstmayr (31. března 1849 – 22. prosince 1918 Leitersberg pri Mariboru) byl rakouský politik německé národnosti ze Štýrska, na konci 19. století poslanec Říšské rady.

## Biografie
Narodil se roku 1849. Jeho otec Eduard byl majitelem hostince v Mariboru. Franz působil jako kupec. Podnikl cestu do Německa, kde působil v Porýní a Berlíně. Po návratu do Štýrska pracoval jako zemědělec, měl vinařství. V roce 1900, 1901 a 1902 byl členem obecní rady v Mariboru. Byl rovněž členem obecního výboru v Leitersbergu. Po dobu 25 let zastával post předsedy mariborské pobočky zemské zemědělské společnosti. Od roku 1917 byl náměstkem jejího předsedy. Zastával funkce ve vinařských spolcích a družstvech. Od roku 1892 do roku 1917 byl členem ředitelství mariborské obecní spořitelny.
Byl i poslancem Říšské rady (celostátního parlamentu Předlitavska), kam usedl ve volbách roku 1897 za kurii městskou ve Štýrsku, obvod Leibnitz, Ehrenhausen, Straß atd. Ve volebním období 1897–1901 se uvádí jako Franz Girstmayr, majitel nemovitostí, bytem Maribor.
Ve volbách roku 1897 kandidoval do Říšské rady jako samostatný kandidát Německé lidové strany.
Zemřel tragicky v prosinci 1918, když ho v jeho domě v Leitersbergu na okraji Mariboru zastřelili vojáci. Byl na místě mrtev. Do jeho domu přišli dva vojáci včetně kriminálníka Raße. Požadovali po Girstmayrovi cigarety, které ovšem on coby nekuřák neměl. Pak ho Raß dvěma výstřely usmrtil. Čin neměl nacionalistický nýbrž kriminální motiv. Oba vojáci byli zatčeni. Girstmayr byl pohřben 24. prosince v Mariboru.